# Маріо Моліна
Маріо Моліна (ісп. José Mario Molina-Pasquel Henríquez; нар. 19 листопада, Мехіко, Мексика — пом. 7 жовтня 2020) — мексиканський хімік, один з найвідоміших дослідників озонових дір, лауреат Нобелівської премії з хімії за роботи по ролі газоподібних галогеноалканів у виснаженні озонового шару Землі. Він розділив премію з Шервудом Роуландом і Паулем Крутценом. Він — єдиний Нобелівський лауреат з Мексики.

## Біографія
Маріо Моліна закінчив приватну школу Institut auf dem Rosenberg у Швейцарії, потім Національний автономний університет Мексики у 1965 році зі ступенем бакалавра в хімічній інженерії. Далі до 1967 року навчався в Університеті Фрайбурга (Фрайбург), а у 1972 році закінчив дисертацію з хімії в Каліфорнійському університеті в Берклі. Працюючи в Каліфорнійському університеті в Ірвайні, Моліна і Шервуд Роуланд показали небезпеку впливу галогеноалканів на озоновий шар в стратосфері. З 2004 року Моліна працював в Каліфорнійському університеті в Сан-Дієго.